# Бермудские Острова на зимних Олимпийских играх 2014
Бермудские Острова принимали участие в зимних Олимпийских играх 2014, которые прошли в Сочи, Россия с 7-го по 23-е февраля 2014 года. Второй раз подряд эту страну представлял единственный лыжник — Таккер Мёрфи.

## Состав и результаты

### Лыжные гонки
Спортсменов — 1
Мужчины
Дистанционные гонки
| Соревнование              | Спортсмены   | Результат | Место |
| ------------------------- | ------------ | --------- | ----- |
| 15 км классическим стилем | Таккер Мёрфи | 49:19.9   | 84    |